# Euepixylon
Euepixylon — рід грибів родини Xylariaceae. Назва вперше опублікована 1867 року.

## Види
База даних Species Fungorum станом на 18.11.2019 налічує 2 види роду Euepixylon:
- Euepixylon quercina Lar.N.Vassiljeva, 1998
- Euepixylon udum (Pers.) Füisting, 1867